# Cara DeLizia
 Cara Elizabeth DeLizia  (Silver Spring, Maryland, 10 de abril de 1984) é uma atriz norte-americana.
Conhecida pelo seu personagem Fiona "Fi" Phillips que contracena com Mackenzie Phillips na série original do Disney Channel chamada Sinistro (So Weird), cuja primeira temporada foi exibida pelo SBT.

## Biografia
Cara foi concebida por Shares e James Delizia. Ela começou a atuar com 5 anos de idade em produções teatrais. Ela foi descoberta um pouco mais tarde escala para a série Nick Freno: Licensed Teacher. Mas tarde conseguiu aparecer em alguns episódios de Mad About You, 7th Heaven, The West Wing, Strong Medicine, e ER. Ela também tem aparecido em vários filmes televisivos.
Ela estrelou a série Sinistro (So Weird) como Fiona "Fi" Phillips, uma garota de 13 anos obcecada pela paranormalidade. Ela girava ao redor do mundo dentro do ônibus de turnê de sua Mãe Rockeira (Mackenzie Phillips). Em suas várias paradas "Fi" se encontrava com criaturas, desde aliens até ao Bigfoot. Ela era dirigida a descobrir sobre a morte de seu pai que ocorreu enquanto era criança. Suas investigações culminaram no final da terceira temporada. DeLizia saiu do show no primeiro episódio da segunda temporada onde foi substituída por ALexz Johnson.
Cara Delizia disse a mídia que abandonou So Weird por motivos pessoais, que ela saiu para amadurecer em sua carreira artística, deixando os fãs da série órfãos com sua saída. Fiona Phillips, interpretou como ninguém a garota sinistra, onde não importava para onde ela e sua família iam, Fiona sempre achava um caso paranormal para resolver. A série é centrada nela, até ela derrota o Bricriu, ela é apaixonada por tecnologia e viaja na turnée 2000 de Molly Phillips, sua mãe interpretada pela atriz e cantora Mackenzie Phillips, quando ela derrota o Bricriu e o tranca numa disquete, e dá a Annie Thelen o seu anel que guarda os segredos que ela ajuda a resolver os casos estranhos. Então Annie Thelen (Alexz Johnson) fica na série como personagem principal e a Mackenzie Phillips continua na série tendo agora duas cantoras na série. Alexz Johnson canta músicas em Sinistro também, pois a Disney queria uma atriz que pudesse cantar também... A série termina com o episódio O Rio The River, onde o inimigo de Annie Thelen a amaldiçoa mandando para ela pelos correios um vaso do rio Nilo para todos se esquecerem dela, no final do episódio todos se relembram dela Molly sobe no palco canta While I Stare e termina todos se abraçando...
Outro de seus melhores trabalhos foi como Marcy Kendall no da Fox chamado Boston Public onde ela era a principal assistente do diretor Harper.
DeLizia vive atualmente em Burbank, na Califórnia. Seus últimos trabalhos foram aparições nas séries "Close To Home" e "Ghost Whisperer"